# Yulumara improvisa
Yulumara improvisa is een vlokreeftensoort uit de familie van de Colomastigidae. De wetenschappelijke naam van de soort is voor het eerst geldig gepubliceerd in 1976 door Griffiths.